# Санту-Андре-де-Вагуш
Санта-Катаріна (порт. Santa Catarina; МФА: [ˈsɐ̃.tɐ kɐ.tɐ.ˈɾi.nɐ]) — парафія в Португалії, у муніципалітеті Вагуш. Розташована в західній частині країни, на теренах історичної португальської провінції Бейра. Входить до складу округу Авейру. За адміністративним поділом, чинним до 1976 року, терени парафії були складовою провінції Берегова Бейра. Належить до Авейрівської діоцезії Католицької церкви. Патрон — свята Катерина. Площа — 6,9429 км². Населення — 991 ос. (2011). Слабо урбанізований регіон. Густота населення — 142,74 осіб/км²
. Код — 011811.

## Населення
| 1991  | 2001  | 2011  |
| 1 668 | 2 051 | 2 033 |